# Disney-tegnefilm
Den følgende liste af Disney-tegnefilm består af traditionelle, såvel som animationstegnefilm, produceret eller udgivet af The Walt Disney Company eller dets underafdeling, Walt Disney Productions. Den følgende liste er blevet inddelt kategoriseret efter hvilken underafdeling, der stod bag filmen.
Walt Disney Studios begyndte at arbejde med korte tegnefilm i 1923, hvor 1937 blev året, hvor studiet havde premiere på deres første tegnefilm i spillefilmslængde, Snehvide og de syv dværge. Siden da har studiet produceret korte tegnefilm, kortfilm og spillefilm, og har gennem årene tydeligt udvidet deres omfang af filmproduktion. Idet der indgås samarbejde med andre studier om at producere film til The Walt Disney Company og distribuering af andre tegnefilm for andre studier, producerer Walt Disney Studios ikke længere alle deres tegnefilm under Disney-banneret. Den nyeste film, Peter Plys - Nye eventyr i Hundredemeterskoven, som blev udgivet i 2011, er studiets 51. tegnefilm i spillefilmslængde. 

## Walt Disney Animation Studios
Følgende er en liste over tegnefilm, som enten blev fuldstændig produceret af Walt Disney Productions indtil 1986 eller som blev produceret af Walt Disney Animation Studios, tidligere kendt som Walt Disney Feature Animation, efter 1986.
Af reklamationsårsager valgte The Walt Disney Company, i slutningen af 1980'erne, at nummerere hver film.[kilde mangler] Ved at gøre dette kunne de proklamere, at filmen var "Disneys n. tegnefilm i spillefilmslængde". Efter nummeringssystemet blev indført, begyndte de inkluderede film at gå under navnet "Disneys tegnefilmskanon."[kilde mangler] Mange filmhistorikere og tegnefilmfans er begyndt at referere til filmene som "Disneys klassikere" eller "Disneys tegnefilm." Nummeringssystemet findes stadig i dag, ligesom at der i genudgivelser af produkter såsom 20 års jubilæumsudgaven af Oliver & Co., og ved åbnings- og slutlogoerne og marketingsmaterialerne til To på flugt - Et hårrejsende eventyr, stadig referer til filmens nummer. Nogle udenlandske nummeringssystemer inden for Disneys klassikere ekskluderer Dinosaurerne og inkluderer Helt Vildt. Dog er det vigtig at nævne at Helt vildt ikke blev produceret af Walt Disney Animation Studios.
I følgende tabel      angiver det en håndtegnet film og      er computergeneret.
| #  | Film                                                        | Dato på første udgivelse (USA)                                                         | Dato på første udgivelse (DK) | Bemærkninger                     |
| -- | ----------------------------------------------------------- | -------------------------------------------------------------------------------------- | ----------------------------- | -------------------------------- |
| 1  | Snehvide og de syv dværge (Snow White and the Seven Dwarfs) | 21. december, 1937 (premiere) 4. februar, 1938                                         | 29. september 1938            |                                  |
| 2  | Pinocchio                                                   | 7. februar 1940 (premiere) 9. februar, 1940                                            | 25. maj 1950                  |                                  |
| 3  | Fantasia                                                    | 13. november, 1940 (premiere/roadshow) 29. januar, 1941 (RKO roadshow) 8. januar, 1942 | 2. april, 1951                | [ note 1 ] [ note 2 ]            |
| 4  | Dumbo                                                       | 23. oktober, 1941                                                                      | 25. juni, 1948                |                                  |
| 5  | Bambi                                                       | 13. august, 1942                                                                       | 3. marts, 1947                |                                  |
| 6  | Saludos Amigos                                              | 24. august, 1942} (premiere) 6. februar, 1943                                          | 18. juni 1949                 | [ note 1 ] [ note 2 ]            |
| 7  | The Three Caballeros                                        | 21. december, 1944 (premiere) 3. februar, 1945                                         |                               | [ note 1 ] [ note 2 ]            |
| 8  | Make Mine Music                                             | 20. april, 1946 (premiere) 15. august 1946                                             | 2. juni, 1952                 | [ note 1 ]                       |
| 9  | Mickey og bønnestagen                                       | 27. september, 1947                                                                    | 14. maj, 1949                 | [ note 1 ] [ note 2 ]            |
| 10 | Melody Time                                                 | 27. maj, 1948                                                                          |                               | [ note 1 ] [ note 2 ]            |
| 11 | The Adventures of Ichabod and Mr. Toad                      | 5. oktober, 1949                                                                       |                               | [ note 1 ]                       |
| 12 | Askepot                                                     | 15. februar, 1950 (premiere) 4. marts, 1950                                            | 18. november, 1950            |                                  |
| 13 | Alice i eventyrland                                         | 26. juli, 1951                                                                         | 26. december, 1951            |                                  |
| 14 | Peter Pan                                                   | 5. februar, 1953                                                                       | 26. december, 1953            |                                  |
| 15 | Lady og Vagabonden                                          | 16. juni, 1955 (premiere) 22. juni, 1955                                               | 26. december, 1955            | [ note 3 ]                       |
| 16 | Tornerose                                                   | 29. januar, 1959                                                                       | 26. december, 1959            | [ note 4 ]                       |
| 17 | 101 Dalmatinere                                             | 25. januar, 1961                                                                       | 26. december, 1961            |                                  |
| 18 | Sværdet i stenen                                            | 25. december, 1963                                                                     | 26. december, 1964            |                                  |
| 19 | Junglebogen                                                 | 18. oktober, 1967                                                                      | 27. december, 1968            |                                  |
| 20 | Aristocats                                                  | 24. december, 1970                                                                     | 26. december, 1971            |                                  |
| 21 | Robin Hood                                                  | 8. november, 1973                                                                      | 27. december, 1974            |                                  |
| 22 | Peter Plys                                                  | 11. marts, 1977                                                                        | 13. december, 1977            | [ note 1 ] [ note 2 ]            |
| 23 | Bernard og Bianca                                           | 22. juni, 1977                                                                         | 26. december, 1978            |                                  |
| 24 | Mads og Mikkel                                              | 10. juli, 1981                                                                         | 30. juni, 1985                |                                  |
| 25 | Taran og den magiske gryde                                  | 26. juli, 1985                                                                         |                               | [ note 4 ]                       |
| 26 | Mesterdetektiven Basil Mus                                  | 2. juli, 1986                                                                          | 5. december, 1986             |                                  |
| 27 | Oliver & Co.                                                | 13. november, 1988 (premiere) 18. november, 1988                                       | 1. december 1989              |                                  |
| 28 | Den lille havfrue                                           | 14. november, 1989 (premiere) 17. november, 1989                                       | 16. november, 1990            |                                  |
| 29 | Bernard og Bianca: SOS fra Australien                       | 16. november, 1990                                                                     | 29. november, 1991            |                                  |
| 30 | Skønheden og Udyret                                         | 22. november, 1991                                                                     | 20. november, 1992            | [ note 5 ] [ note 6 ]            |
| 31 | Aladdin                                                     | 25. november, 1992                                                                     | 19. november, 1993            |                                  |
| 32 | Løvernes Konge                                              | 15. juni, 1994 (premiere) 24. juni, 1994                                               | 18. november, 1994            | [ note 5 ] [ note 6 ]            |
| 33 | Pocahontas                                                  | 16. juni, 1995 (premiere) 23. juni, 1995                                               | 24. november, 1995            |                                  |
| 34 | Klokkeren fra Notre Dame                                    | 19. juni, 1996 (premiere) 21. juni, 1996                                               | 15. november, 1996            |                                  |
| 35 | Herkules                                                    | 14. juni, 1997 (premiere) 27. juni, 1997                                               | 14. november, 1997            |                                  |
| 36 | Mulan                                                       | 5. juni, 1998 (premiere) 19. juni, 1998                                                | 13. november, 1998            |                                  |
| 37 | Tarzan                                                      | 12. juni, 1999 (premiere) 18. juni, 1999                                               | 12. november, 1999            |                                  |
| 38 | Fantasia 2000                                               | 17. december, 1999 (premiere) 1. januar, 2000                                          | 8. oktober, 2000              | [ note 1 ] [ note 2 ] [ note 5 ] |
| 39 | Dinosaurerne                                                | 19. maj, 2000                                                                          | 17. november, 2000            | [ note 2 ] [ note 7 ]            |
| 40 | Kejserens nye flip                                          | 10. december, 2000 (premiere) 15. december, 2000                                       | 9. februar, 2001              |                                  |
| 41 | Atlantis - Det forsvundne rige                              | 3. juni, 2001 (premiere) 15. juni, 2001                                                | 9. november, 2001             |                                  |
| 42 | Lilo & Stitch                                               | 16. juni, 2002 (premiere) 21. juni, 2002                                               | 6. september, 2002            |                                  |
| 43 | Skatteplaneten                                              | 17. november, 2002 (premiere) 27. november, 2002, 2002                                 | 29. november, 2002            | [ note 5 ]                       |
| 44 | Bjørne Brødre                                               | 20. oktober, 2003 (premiere) 24. oktober, 2003                                         | 6. februar, 2004              |                                  |
| 45 | De Frygtløse: The Muuhvie                                   | 21. marts, 2004 (premiere) 2. april, 2004                                              | 1. oktober, 2004              |                                  |
| 46 | Lille kylling                                               | 30. oktober, 2005 (premiere) 4.november, 2005                                          | 16. februar, 2006             | [ note 6 ] [ note 7 ]            |
| 47 | Min skøre familie Robinson                                  | 30. marts, 2007                                                                        | 10. august, 2007              | [ note 6 ] [ note 7 ]            |
| 48 | Bolt                                                        | 21. november, 2008                                                                     | 6. februar, 2009              | [ note 6 ] [ note 7 ]            |
| 49 | Prinsessen og frøen                                         | 25. november, 2009 (premiere) 11. december, 2009                                       | 12. februar, 2010             |                                  |
| 50 | To på flugt - Et hårrejsende eventyr                        | 24. november, 2010                                                                     | 3. februar, 2011              | [ note 6 ] [ note 7 ]            |
| 51 | Vilde Rolf                                                  | 2. november, 2012                                                                      | 7. februar, 2013              | [ note 6 ] [ note 7 ] [ note 8 ] |
| 52 | Frost                                                       | 27. november, 2013                                                                     | 25. december, 2013            | [ note 6 ] [ note 7 ]            |
| 53 | Big Hero 6                                                  | 2014                                                                                   | 7. februar, 2013              | [ note 6 ] [ note 7 ] [ note 8 ] |
| 55 | Zootopia (film)                                             | 2016                                                                                   |                               | [ note 6 ] [ note 7 ] [ note 8 ] |
| 56 | Moana (film) (Dansk:Vaiana)                                 | 2016                                                                                   |                               | [ note 6 ] [ note 7 ] [ note 8 ] |
| 60 | Encanto                                                     | 2021                                                                                   | 25. november 2021             |                                  |

Det er blevet bekræftet at Mickey Mouse og King of the Elves (ukendt dansk titel) begge hører ind under disse værker.
Notes:
1. 1 2 3 4 5 6 7 8 9  These are "package films", releases made up of two or more short films with bridging sequences. Though some consider the package films to be only the six consecutive package films of the 1940s (numbers 6–11 above), the definition used here also includes both Fantasia and Fantasia 2000. Inclusion of The Many Adventures of Winnie the Pooh is unique since it contains three previously released featurettes.
2. 1 2 3 4 5 6 7 8  These films contain live-action scenes and/or sequences.
3. ↑  Lady and the Tramp was photographed simultaneously in both the regular Academy format and in CinemaScope. Both versions were released at the same time.
4. 1 2  These two films were shot in the 70 mm Super Technirama process. Reduced 35 mm CinemaScope-compatible prints were released at the same time as the 70 mm versions.
5. 1 2 3 4  These films were released or re-released in IMAX format in addition to their regular theatrical releases.
6. 1 2 3 4 5 6 7 8 9 10 11  These films were also released or re-released in a Disney Digital 3-D limited cinema version.
7. 1 2 3 4 5 6 7 8 9 10  These films are computer-animation   films.
8. 1 2 3 4  Film is not yet released. Release date subject to change.

## DisneyToon Studios
Dette er den komplette liste over DisneyToon Studios-film, som har haft biografpremiere. 
| #  | Film                                                       | Dato for første udgivelsesdato (USA) | Dato for første udgivelsesdato (Danmark) | Bemærkninger           |
| -- | ---------------------------------------------------------- | ------------------------------------ | ---------------------------------------- | ---------------------- |
| 1  | Rip, Rap og Rup på eventyr: Jagten på den forsvundne lampe | 3. august, 1990                      |                                          | [ note2 1 ]            |
| 2  | Fedtmule og søn                                            | 7. april, 1995                       | 12. juli, 1996                           | [ note2 1 ]            |
| 3  | Doug's første film                                         | 26. marts, 1999                      | 15. oktober, 1999                        | [ note2 1 ] [ note 1 ] |
| 4  | Tigerdyrets familiefest                                    | 11. februar, 2000                    | 6. oktober, 2000                         |                        |
| 5  | Frikvarter - Kampen om Sommerferien                        | 16. februar, 2000                    |                                          | [ note2 1 ]            |
| 6  | Peter Pan - Tilbage til Ønskeøen                           | 15. februar, 2002                    | 22. marts, 2002                          |                        |
| 7  | Junglebogen 2                                              | 14. februar, 2003                    | 7. februar, 2003                         |                        |
| 8  | Grislings Store Eventyr                                    | 21. marts, 2003                      | 12. september, 2003                      |                        |
| 9  | Klassens Duks                                              | 16. januar, 2004                     |                                          | [ note2 1 ]            |
| 10 | Peter Plys og Hafferlaffen                                 | 11. februar, 2005                    | 11. februar, 2005                        |                        |
| 11 | Bambi II                                                   |                                      | 24. februar, 2006                        | [ note2 2 ]            |
| 12 | Klokkeblomst                                               |                                      | 2008                                     | [ note2 3 ]            |
| 13 | Klokkeblomst og den forsvundne skat                        |                                      |                                          | [ note2 4 ]            |
| 14 | Klokkeblomst og feernes hemmelighed                        |                                      |                                          | [ note2 4 ]            |

Bemærkninger:
1. 1 2 3 4 5  Produceret under Walt Disney Television Animation indtil 2003
2. ↑   Havde ikke biografpremiere i USA og gik direkte-til-video i Danmark
3. ↑  Havde ikke biograftpremiere i USA og gik direkte-til-video i Danmark
4. 1 2  Not released theatrically in the United States

## Pixar Animation Studios
Pixar Animation Studios har udgivet eller vil udgive følgende film:
| #  | Film                | Dato for første udgivelse (USA) | Dato for første udgivelse (Danmark) | Bemærkninger              |
| -- | ------------------- | ------------------------------- | ----------------------------------- | ------------------------- |
| 1  | Toy Story           | 22. november, 1995              | 22. marts, 1996                     | [ note3 1 ]               |
| 2  | Græsrødderne        | 25.november, 1998               | 12. februar, 1998                   |                           |
| 3  | Toy Story 2         | 24. november, 1999              | 11. februar, 2000                   | [ note3 2 ]               |
| 4  | Monsters, Inc.      | 2. november, 2001               | 8. februar, 2002                    |                           |
| 5  | Find Nemo           | 30. maj, 2003                   | 14. november, 2003                  | [ note3 2 ]               |
| 6  | De Utrolige         | 5. november, 2004               | 12. november, 2004                  |                           |
| 7  | Biler               | 9. juni, 2006                   | 1. september, 2006                  |                           |
| 8  | Ratatouille         | 29. juni, 2007                  | 5. oktober, 2007                    |                           |
| 9  | WALL-E              | 27. juni, 2008                  | 29. august, 2008                    | [ note3 3 ]               |
| 10 | Op                  | 29. maj, 2009                   | 2. oktober, 2009                    | [ note3 2 ]               |
| 11 | Toy Story 3         | 18. juni, 2010                  | 26. august, 2010                    | [ note3 2 ] [ note 2 ]    |
| 12 | Biler 2             | 24. juni, 2011                  | 4. august, 2011                     | [ note3 2 ] [ note 2 ]    |
| 13 | Modig               | 22. juni, 2012                  | 30. august 2012                     | [ 12 ] [ note3 2 ] [ 13 ] |
| 14 | Monsters University | 21. juni, 2013                  |                                     | [ note3 2 ]               |
| 15 | Inside out          | 19. juni, 2015                  |                                     |                           |
| 16 | The Good Dinosaur   | 25. november 2015               |                                     |                           |
| 17 | Coco                | 22. november, 2017              |                                     |                           |

Bemærkninger:
1. ↑  Genudgivet i Disney Digital 3-D
2. 1 2 3 4 5 6 7  Disse film blev også udgivet eller genudgivet i en begrænset biografversion med Disney Digital 3-D.
3. ↑  Indeholder live-action-sekvenser

## Stop-motion-film
Stop-motion-filmskaberne Theodore Thomas, Henry Selick og Tim Burton har arbejdet på de følgende stop-motion-film, som er blevet enten udgivet eller distribueret af Disney.
| # | Film                           | Dato for første udgivelse (USA)                | Dato for første udgivelse (Danmark) | Bemærkninger                      |
| - | ------------------------------ | ---------------------------------------------- | ----------------------------------- | --------------------------------- |
| 1 | Where the Toys Come From       | 1984                                           |                                     | [ note4 1 ]                       |
| 2 | The Nightmare Before Christmas | 9. oktober, 1993, (premiere) 13. oktober, 1993 | 2. december, 1994                   | [ note 3 ] [ note4 2 ] [ note 4 ] |
| 3 | Jimmy og den store fersken     | 12. april, 1996                                |                                     | [ note4 2 ] [ note4 1 ]           |
| 4 | Frankenweenie                  | 5. oktober, 2012                               | 17. januar, 2013                    | [ note 4 ]                        |
| 5 | Ukendt Henry Selick-film       | 4. oktober, 2013                               |                                     |                                   |

Bemærkninger:
1. 1 2  Indeholder live-action-optagelser
2. 1 2  Inkluderer animation af Skellington Productions

## ImageMovers Digital
De følgende film blev produceret af ImageMovers Digital, et filmstudie, der ledes af Robert Zemeckis' ImageMovers og Disney. Begge film nedenfor er computeranimerede og blev også udgivet i Disney Digital 3-D-versioner. Grundet den dårlige indtjening ved Mars Needs Moms valgte Disney at lukke ImageMovers Digital.
| # | Film              | Dato for første udgivelse (USA) | Dato for første udgivelse (Danmark) | Bemærkninger |
| - | ----------------- | ------------------------------- | ----------------------------------- | ------------ |
| 1 | A Christmas Carol | 6. november, 2009               | 6. november, 2009                   |              |
| 2 | Milo på Mars      | 11. marts, 2011                 | 30. juni, 2011                      |              |

## Andre animationsfilm distribueret af Disney
Ulig de foregående film, som var blevet lavet af Disney, er de nedenstående kun distribueret af Disney.

### Studio Ghibli
I 1996 indgik Disney en aftale med Tokuma Shoten angående distributionsrettighederne for biograffilm-værkerne fra Studio Ghibli verdenen over (eksklusive Asien med undtagelse af Japan og Taiwan og eksklusiv Grave of the Fireflies som ikke blev udgivet af Tokuma), inklusiv den tids nyeste film, Prinsesse Mononoke. Aftalen blev senere udvidet til at inkludere DVD-rettighederne og fremtidge Ghibli-film – den engelsksprogede udgave af Chihiro og heksene vandt i 2001 og 2002 en Oscar for bedste tegnefilm. Studio Ghibli er stadig fuldt ud bundet til Disney og opretholder en striks kontrol med håndteringen af de udenlandske lokationer, som Disney laver. Alle de film, som Ghibli oprindeligt havde i sit repertoire og som var inkluderet i aftalen, er siden blevet udgivet på DVD i Nordamerika (med undtagelse af Only Yesterday) og adskillige andre lande. De følgende film har haft biografpremiere udenfor Japan udført af Disney og underafdelinger. 
| # | Film                       | Dato for første udgivelse | Dato for Disney-genudgivelsen (USA) | Dato for Disney-genudgivelsen (Danmark) | Bemærkninger |
| - | -------------------------- | ------------------------- | ----------------------------------- | --------------------------------------- | ------------ |
| 1 | Kiki - den lille heks      | 29. juli, 1989            | 23. maj, 1998                       | 12. oktober, 2007                       | [ note1 1 ]  |
| 2 | Prinsesse Mononoke         | 12. juli, 1997}           | 29. oktober, 1999                   | 28. oktober, 2010                       | [ note1 2 ]  |
| 3 | Chihiro og heksene         | 27. juli, 2001            | 20. september, 2002                 | 10. oktober, 2003                       |              |
| 4 | The Cat Returns            | 19. juli, 2002            | 2. maj, 2003                        |                                         | [ note1 1 ]  |
| 5 | Det levende slot           | 20. november, 2004        | 10. juni, 2005                      | 14. oktober, 2005                       |              |
| 6 | Ponyo på klippen ved havet | 19. juli, 2008            | 14. august, 2009                    | 13. november, 2009                      |              |
| 7 | Legenden om Jordhavet      | 29. juli, 2006            | 13. august, 2010                    | 19. december, 2007                      |              |
| 8 | Arriettys hemmelige verden | 17. juli, 2010            | 17. februar, 2012                   | 25. december, 2011                      |              |
| 9 | From up on Poppy Hill      | 16. juli, 2011            | marts 2013                          |                                         | [ note1 3 ]  |

Bemærkninger:
1. 1 2  Begrænset premiere og begrænset distribution
2. ↑  Udgivet af Disney gennem Miramax Films
3. ↑  Endnu ikke udgivet